# Mrs. Patrick Campbell
Patrick Campbell, de nacimiento Beatrice Stella Tanner (9 de febrero de 1865, Londres - 9 de abril de 1940, Pau) fue una actriz británica. Hija de John Tanner y Maria Luigia Giovanna (hija a su vez del conde Angelo Romanini de Brescia). Estudió en la Guildhall School of Music and Drama.

## Matrimonios
De su primer matrimonio con Patrick Campbell, de quien toma el nombre por el que se la conoce habitualmente, tuvo dos hijos, Alan Urquhart («Beo») y Stella. Campbell murió en 1900 en la segunda guerra bóer.
Alan murió en la Primera Guerra Mundial, y Stella se casó con un estadounidense y se mudó a Chicago.
En 1914, la actriz se convirtió en la segunda esposa de George Cornwallis-West, escritor y soldado, que había estado casado con Jennie Jerome, madre de sir Winston Churchill. A pesar de este nuevo matrimonio, siguió utilizando el nombre artístico de «Mrs Patrick Campbell».

## Carrera artística
Hizo su debut escénico en Liverpool en 1888 y en Londres en 1890 en el Teatro Adelphi, y se hizo famosa al interpretar el personaje de Paula en la obra The Second Mrs Tanqueray de Sir Arthur Wing Pinero en 1893, en el St. James Theatre. También interpretó papeles importantes en Fédora de Victorien Sardou (1895), Little Eyolf (1896). Encarnó a Julieta en Romeo y Julieta, a Ofelia en Hamlet, y lady Macbeth en Macbeth.
En 1914 se convirtió en la primera actriz que representó el papel de Eliza Doolittle en Pigmalión, la famosa obra teatral que George Bernard Shaw había escrito expresamente para ella. Personificó a Eliza Doolitle en Londres y en New York. La actriz y el autor mantuvieron una larga amistad, en cuya correspondencia se basa la obra teatral Querido mentiroso.
En América también interpretó The Whirlwind and The Bondman (1906), Hedda Gabler (1907), The Thunderbolt (1908), Lady Patricia (1911), Bella Donna (1911), y Electra (1932).
Campbell alcanzó también gran éxito con las obras Pelléas et Mélisande (que coprotagonizó Sarah Bernhardt en el papel de Pelleas) de Maurice Maeterlinck, Espectros de Henrik Ibsen y la tragedia Electra de Sófocles. 
Debutó a la edad de 68 años en la pantalla grande con la película Riptide de 1933, con Norma Shearer, apareciendo después en más filmes, su más recordada actuación fue en un pequeño papel en Crimen y castigo de Josef von Sternberg. No obstante, su tendencia a rechazar papeles que hubieran revitalizado su carrera en los últimos años hizo que el crítico Alexander Woollcott declarase: «...era como un barco que naufraga disparando contra los que vienen a rescatarle»
Asimismo, se convirtió en maestra de diálogos, enseñando a los actores cómo pasar del cine mudo al parlante.

## Relación con George Bernard Shaw
Campbell y Shaw se conocieron a finales de la década de 1890. Shaw ya se había inspirado en ella para crear algunos de sus personajes antes de su primer encuentro en 1897, en el que él intentó sin éxito convencerla de que interpretara el papel de Judith Anderson en la primera producción de su obra «El discípulo del diablo». En 1912, cuando comenzaron a negociar la producción de Pigmalion en Londres, Shaw y Campbell desarrollaron un afecto que terminó en un amorío apasionado, aunque no consumado, entre ambos, y en una legendaria correspondencia. Fue Campbell la que rompió esta relación, aunque estaba a punto de ser dirigida por él en Pigmalion.

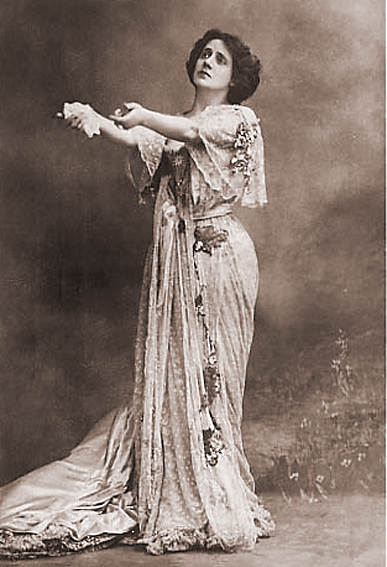

 A pesar de la ruptura y de su posterior matrimonio con George Cornwallis-West, siguieron siendo amigos, aunque Shaw nunca volvió a permitir que ella interpretara ninguno de los papeles que le había inspirado (como Hesione Hushabye en Heartbreak House, o Serpent en Back to Methuselah). Cuando Anthony Asquith preparaba la producción de la película Pigmalión de 1938, Shaw sugirió que Campbell encarnara a la Sra. Higgins, pero ella rechazó el papel.
En sus últimos años, Shaw se negó a permitir que la empobrecida actriz publicara o vendiera ninguna de sus cartas, excepto en forma muy censurada, por temor a disgustar a su esposa, Charlotte Payne-Townshend, y al daño que esa correspondencia podía hacer a su imagen pública. La mayor parte de las cartas no se publicaron hasta 1952, dos años después de la muerte de Shaw.